# Естетика

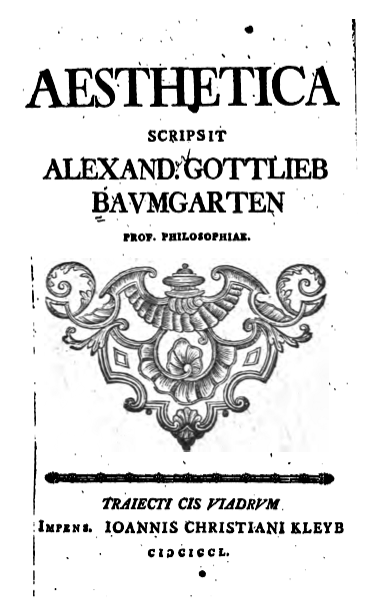
Перша сторінка «Естетики» (1750) Олександра Готліба Баумгартена (1714—1762).

Есте́тика (грец. αισθητικός — чуттєво пізнавальний, від aisthēta — відчутні речі та aisthanesthai — пізнавати) — філософська наука, що вивчає природу (завдання, загальні закони і закономірності) естетичної свідомості (діяльності людини і суспільства, буття), наука про прекрасне. 
Естетика — наука про чуттєве пізнання світу; наука про неутилітарне, споглядальне або творче ставлення людини до дійсності, наука, що вивчає своєрідний досвід освоєння навколишньої дійсності, внаслідок якого суб'єкт відчуває, переживає стан духовно-чуттєвої ейфорії, піднесення, радості, катарсису, духовної насолоди тощо, відчуває власну органічну причетність до Універсуму, свою сутність неподільно з Першопричиною, Богом.
Метою естетики є філософське вивчення мистецтва і прищеплювання критичних суджень про мистецтво. Естетика охоплює крім питань стосовно природи краси, також загальні питання щодо оцінки мистецьких предметів — що ми маємо на увазі коли говоримо, що якийсь мистецький виріб є гарним і як ми визначаємо стандарти такого судження. Об'єктивні підходи твердять, що краса чи цінність, є в самому предметі і що власне естетичні судження, є або правильними або помилковими.

## Естетичні уявлення в природі й мистецтві
Сферами естетичних уявлень є природа й мистецтво. Їх об'єднує поняття образу.
Образ — відображення зовнішнього світу в нашій свідомості, яке отримане за допомогою органів чуття. Стосовно тварини, для сприйняття нею інформації, головним є імпринтинг (образ більше запам'ятовується залежно від його емоційного забарвлення). Проте чим розвиненіша істота, тим більший потік інформації, яку їй треба сприймати. Відбір інформації — ознака складнішого головного мозку, тож для людини, імпринтинг не є головним. Лише людина може створити узагальнений образ, що не ґрунтується безпосередньо на зображеннях зовнішнього світу, тільки людина, образ який присутній лише в її свідомості, може наділити матеріальним життям — описати словами, записати в нотах, тощо.  Отож, мистецтво — наслідок еволюції свідомості.
Почуття дозволяють нам миттєво орієнтуватися у світі. Органи відчуттів, миттєво надійно відстежують відомості про навколишнє середовище. Чуттєва інформація невербальна, непонійна, обмінюватися нею вкрай складно; вона важко піддається аналізу і її неможливо відтворити. Із цього виникає питання: чи можна вважати естетику наукою, оскільки наукові знання мають бути об'єктивними й не залежати від суб'єктивних ознак особистості. По-перше, наша суб'єктивність — поняття відносне, оскільки всі люди належать до одного біологічного виду. В природі відмінність і єдність — однаково важливі риси. Саме поняття індивідуальності виникає тільки з розподілом праці (для первісної людини головною цінністю була єдність з колективом). По-друге, естетика — це філософія мистецтва. Мистецтво, на відміну від наших чуттів, довготривале, його можливо досліджувати й перевіряти за допомогою розуму.
Художній образ — відображення дійсності засобами мистецтва, складає основу мови мистецтва. Художній образ — діалектична єдність таких характеристик, як одиничне й загальне, конкретне й абстрактне, суб'єктивне й об'єктивне:
- одиничне й загальне — митець має отримати безліч вражень про навколишній світ для того, щоб створити один цілісний художній образ;
- конкретне й абстрактне — конкретне — це явище, що дане в безпосередніх відчуттях, в різноманітті проявів. Абстрактне — єдина риса, яку людина виокремлює як найбільш важливу. Абстрагування дозволяє людині орієнтуватися у світі, класифікувати його.
- суб'єктивне й об'єктивне — митець одночасно об'єктивно зображає явище світу й передає своє ставлення до нього. З цілковитою розбіжностю суб'єктивних позицій, митці можуть створювати об'єктивні образи тієї епохи, в якій вони живуть.

Естетика і філософія мистецтва
Деякі відрізняють естетику від філософії мистецтва, стверджуючи, що перша досліджує красу та смак, тоді як остання, вивчає твори мистецтва. Але естетика зазвичай, розглядає питання краси так само, як і мистецтва, тобто досліджує такі теми, як твори мистецтва, естетичний досвід і естетичні судження.Естетичний досвід стосується чуттєвого споглядання або оцінювання предмета (не обов’язково твору мистецтва), тоді як художнє судження стосується визнання, оцінки чи критики мистецтва загалом, чи окремого твору мистецтва. За словами одного філософа, «Філософія мистецтва стосується мистецтва. Естетика стосується багатьох речей, зокрема й мистецтва. Але це також стосується нашого досвіду захопливих краєвидів, або візерунків тіней на стіні навпроти вашого офісу.
Філософи мистецтва, зважують культурно обумовлену концепцію мистецтва проти тієї, яка є суто теоретичною. Вони вивчають різновиди мистецтва, разом з їхнім фізичним, соціальним і культурним середовищем. Філософи-естетики іноді також звертаються до психологічних досліджень, щоб допомогти зрозуміти, як люди бачать, чують, уявляють, думають, навчаються та діють, у зв’язці з матеріалами та проблемами мистецтва. Естетична психологія вивчає творчий процес і естетичне переживання.

## Теорії виникнення мистецтва

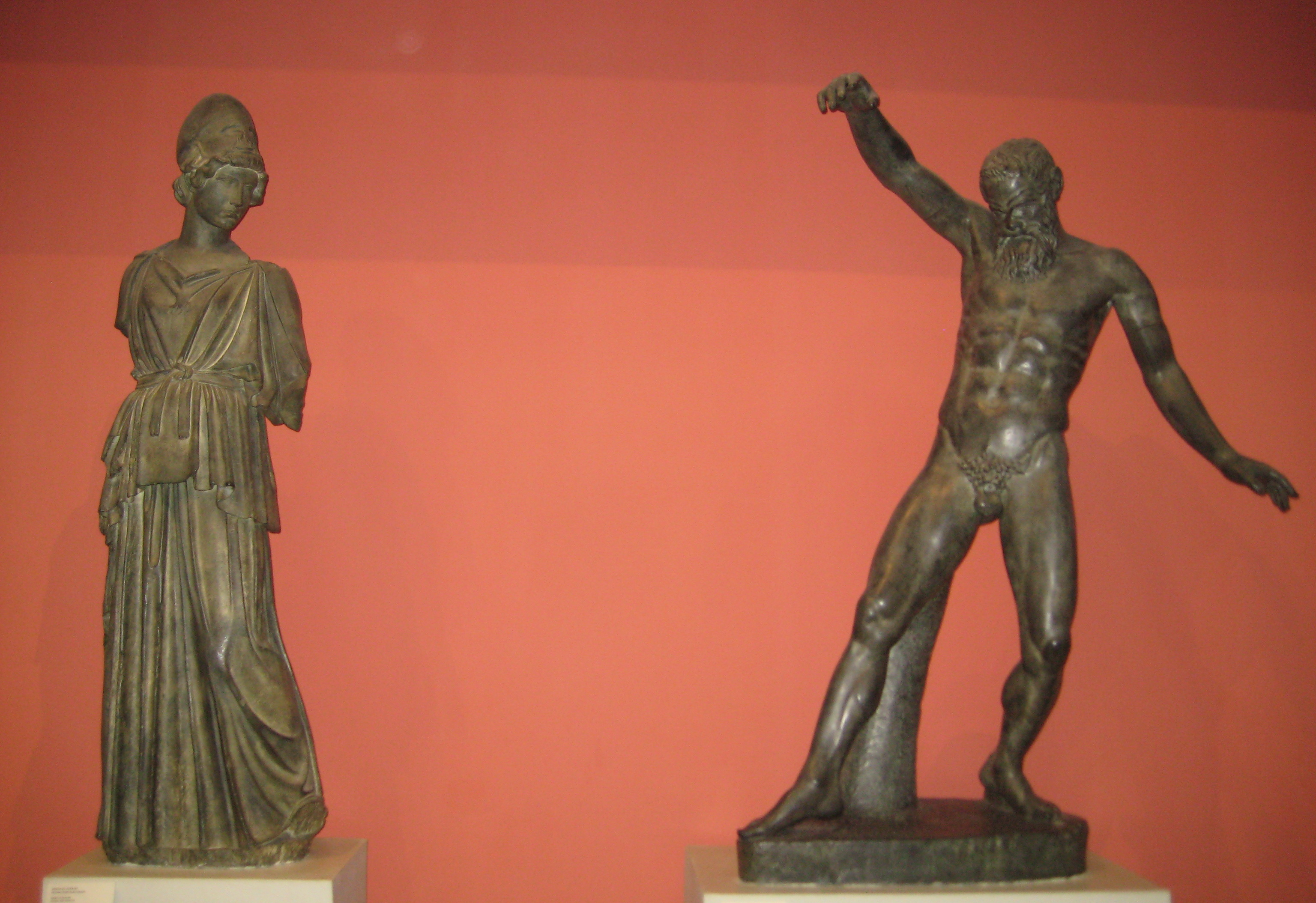
Мирон V ст. до н. е. — «Афіна й Марсій» (копія): зображено, як Афіна кидає флейту, а Марсій її знаходить

1. Міфологічне пояснення — простежується завдяки міфам, які дійшли до наших часів. У Стародавній Греції протекторатом мистецтва поставав бог Аполлон. Численні міфи розповідають про походження музичних інструментів (Гермес винайшов кіфару, Афіна — флейту), про надприродну силу мистецтва (Орфей та Еврідіка, Пігмаліон і Галатея). Подібний приклад знаходимо й у Біблії: цар Давид грав на псалтирниці, своєю грою перемагав божевілля Саула. Таке пояснення виникнення мистецтва, підкреслює його важливість;
2. Матеріалістичне тлумачення мистецтва — наприклад К. Маркс найвищим мистецтвом визнавав труд. Звісно, для користування знаряддями праці людина мала опанувати своєю рукою. Але для танцю й співу не потрібні особливі інструменти. Для первісної людини створення знаряддя праці, було швидше мистецтвом, ніж працею (наприклад: «Пісня про Гаявату» Лонгфелло — індіанець звертається до дерев, тварин для того, щоб вони стали співучасниками його творчості);
3. Біологічне пояснення — тварини проявляють доестетичну поведінку під час шлюбних ігор. Безумовно, людське уявлення про прекрасне не зводиться до шлюбних ігор, можуть йти врозріз із біологічними інстинктами.

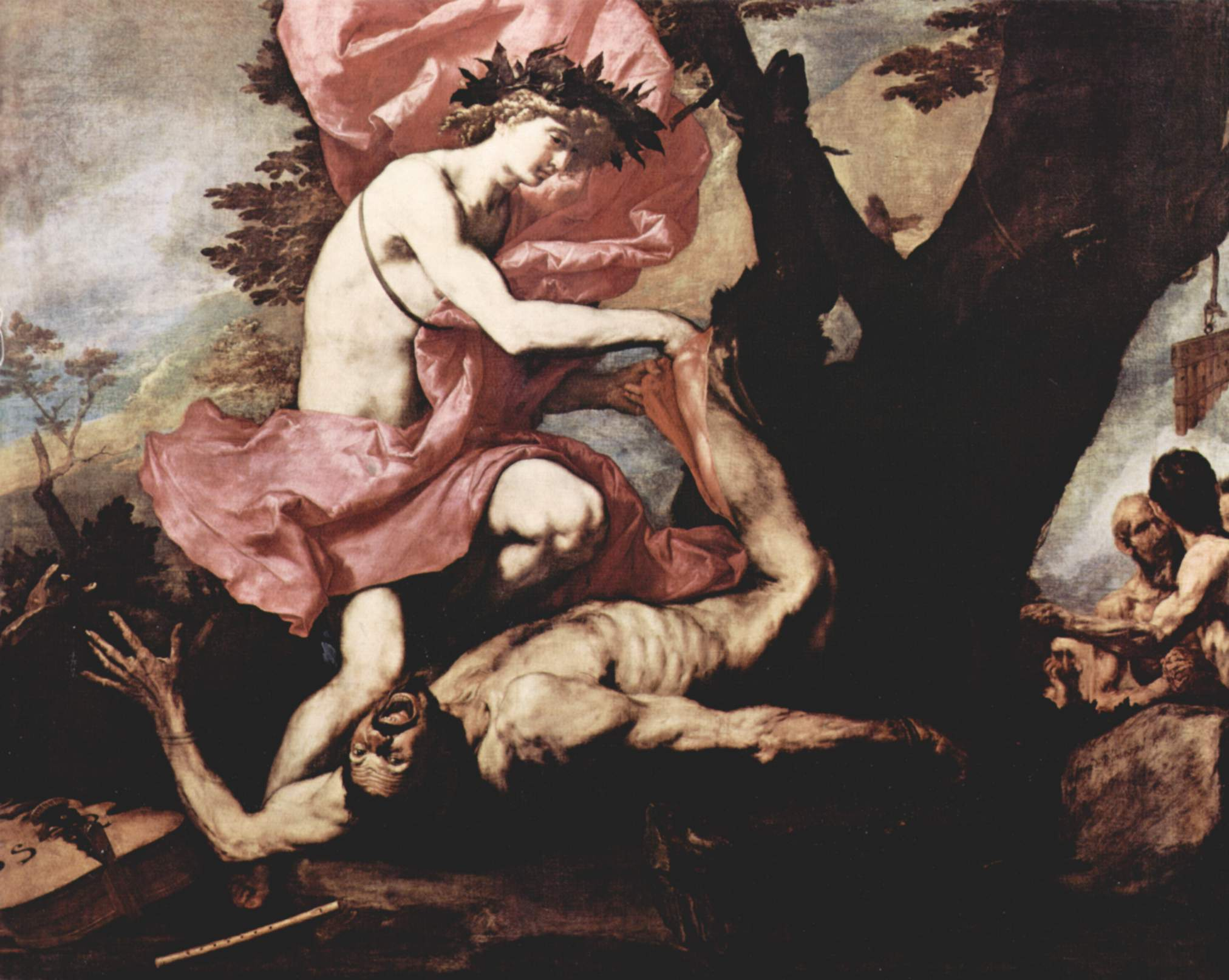
Хосе де Рібера (1591—1652) — Аполлон знімає шкіру з Марсія за те, що фавн насмілився змагатися з ним у грі на музичних інструментах

В основі сперечань з приводу походження мистецтва, покладено поняття мімесису. Перше відоме нам тлумачення цього поняття належить Демокріту — він вважав, що людина вчиться всьому, наслідуючи природу. У Платона мистецтво — наслідування прикладу (людина наслідує зовнішній матеріальний світ, який, своєю чергою, є відображенням світу ідей). Арістотель не зводив мистецтво до мімесису, проте вважав, що, беручи приклад з природи, людина вчиться розуміти світ.
Мистецтво не є простим наслідуванням, оскільки підсумком творчого акту є утворення нового. Мистецтво — частина духовної культури людини. На початку, духовна культура була синкретичною (неподільною єдністю різних якостей, які згодом, упродовж людської історії, виокремилися у відособлені сфери), через це мистецтво наслідує поліфункціональність обряду, звичаїв, охоплює всі види людської діяльності.

## Призначення мистецтва
Див. Функції мистецтва
Мистецтво протягом своєї історії виконувало велику кількість різноманітних завдань, через що його мету важко абстрагувати або кількісно визначити, будь-яким окремим поняттям. Це не означає, що мета мистецтва є «невизначеною», але очевидно те, що воно мало неповторні, різні причини для створення. Різні завдання мистецтва можна згрупувати за немотивованими та мотивованими ознаками (Леві-Строс).
Немотивовані завдання
Невмотивовані завдання мистецтва — це ті, що є невід’ємною частиною людського буття, виходять за межі особистості або не відповідають певній зовнішній меті. У цьому сенсі Мистецтво, як творчість, є чимось, що люди повинні робити за самою своєю природою (тобто, жоден інший вид не створює мистецтва), отже, не має від неї користі.
Основоположний людський інстинкт гармонії, балансу, ритму. 
Мистецтво на цьому рівні — це не дія чи предмет, а внутрішня оцінка рівноваги та гармонії (краси), тобто, ознака людського буття поза межами корисності.
«Отож, наслідування є інстинктом нашої природи, далі йдуть інстинкт «гармонії» та ритму. Отже, люди, починаючи з цього природного дару, поступово розвивали власні особливі здібності, поки їхня неоковирна творчість, не породила поезію.» — Арістотель
Мотивоване призначення
Мотивована мета мистецтва стосуються навмисних, свідомих дій з боку митців або творців. Це може бути політична зміна, тлумачення окремого аспекту суспільства, передавання певної емоції чи настрою, звернення до особистої психології, ілюстрація іншої дисципліни, (з комерційним мистецтвом) продаж продукту, або використання його як форми спілкування.

## Проблема співвідношення форми й змісту
Співвідношення форми й змісту — один з головних критеріїв оцінювання будь-якого явища, зокрема й твору мистецтва. Форма та зміст — філософські категорії і в мистецтві слугують для позначення основних сторін художнього твору й мистецтва загалом.
Зміст — явище дійсності, що відтворене митцем. Охоплює коло життєвих явищ, які зображено в творі (тема) та їхню інтелектуально-емоціональну оцінку, ставлення до них митця (задум твору). Естетичні теорії об'єктивного ідеалізму стверджують, що змістом мистецтва є всеохопний задум, світовий дух, воля, а мистецтво — засіб пізнання духовної суті світу. Естетичні теорії суб'єктивного ідеалізму стверджують, що зміст мистецтва — довільна діяльність суб'єкта, еманація внутрішнього «я» митця, яке відірване від справжнього світу. Матеріалістична естетика стверджує, що мистецтво черпає зміст із реальності, з відносин, протиріч суспільного життя.
Форма — засоби, якими митець скористався для відтворення явищ дійсності. В устрої форми вирізняють два рівні — зовнішній та внутрішній. Зовнішня форма безпоседерньо залежить від матеріалу, яким користується мистецтво (слово, звук і т. д.) — індивідуальна для кожного виду мистецтва (рима, строфа в поезії, гармонія, поліфонія в музиці, та інше). Внутрішня форма — безпосередня образна конкретизація змісту, її основні складові — сюжет, головні герої в літературі, мелодичні теми — в музиці. Форма в мистецтві має відносно самостійну цінність: показує майстерність творця, його вміле використовування матеріалу твору. Сприйняття художньої форми — вкрай складний процес, що охоплює насолоду естетичними якостями форми, усвідомлення її як окремої мови мистецтва, як осмислення й переживання самого змісту твору. Врешті, реципієнт (глядач, слухач) має самостійно добудувати форму мистецького твору, що дарує насолоду від співтворчості з автором. Одною з важливих складових форми, є жанр.

Піт Мондріан «Композиція червоного, жовтого, синього і чорного», 1930

Переоцінка формальних якостей привела до появи художніх різновидів формалізму (в живописі — абстракціонізм, абстрактний експресіонізм, мінімалізм, кубізм, у музиці — футуризм, авангард).
Тема й задум твору, мають відповідати формальним способам втілення, проте поступ в мистецтві й полягає в постійній зміні, поновлюванні жанрових можливостей.
Взаємини змісту й форми — звичайний приклад єдності діалектичних протилежностей (відзначається як протиріччями й суперечками між ними, так і взаємодоповнюванням). Естетичне сприйняття передбачає миттєву дію щодо зіставлення форми й змісту. В мистецтві, зміст і форма певного твору неподільні, тож зміна однієї складової, призводить до зміни іншої. Наприклад, відома чітка формула В. І. Леніна (Ульянова): «Форма змістовна, зміст сформований».